# Јуршићи
Јуршићи (хрв. Juršići, итал. Roveria) су насељено место у општини Светвинченат, Истарска жупанија, Хрватска.

## Историја
До територијалне реорганизације у Хрватској били су у саставу старе општине Пула.

## Становништво
У попису становништва из 2011. године, Јуршићи су имали 181 становника.
| Број становника према пописима | Број становника према пописима | Број становника према пописима | Број становника према пописима | Број становника према пописима | Број становника према пописима | Број становника према пописима | Број становника према пописима | Број становника према пописима | Број становника према пописима | Број становника према пописима | Број становника према пописима | Број становника према пописима | Број становника према пописима | Број становника према пописима | Број становника према пописима |
| ------------------------------ | ------------------------------ | ------------------------------ | ------------------------------ | ------------------------------ | ------------------------------ | ------------------------------ | ------------------------------ | ------------------------------ | ------------------------------ | ------------------------------ | ------------------------------ | ------------------------------ | ------------------------------ | ------------------------------ | ------------------------------ |
| 1857                           | 1869                           | 1880                           | 1890                           | 1900                           | 1910                           | 1921                           | 1931                           | 1948                           | 1953                           | 1961                           | 1971                           | 1981                           | 1991                           | 2001                           | 2011                           |
| 529                            | 651                            | 274                            | 250                            | 340                            | 408                            | 986                            | 1.253                          | 290                            | 276                            | 269                            | 216                            | 174                            | 181                            | 190                            | 181                            |

Напомена: Године 1857, 1869, 1921, 1931. садржи податке за насеља Бутковићи и Цукрићи и део података за насељено место Гајана (Водњан). Године 1880. садржи део података за насеља Бутковићи и Цукрићи.